# میگ-۵
میگ-۵ (به روسی: МиГ-5) مشهور به میگ دی‌آی‌اس-۲۰۰ (به روسی: МиГ ДИС-200) یکی از نخستین جنگنده‌های شوروی در طی جنگ جهانی دوم بود که توسط دفتر طراحی میگ طراحی و ساخته شد. در ابتدا تصمیم بر آن بود که از آن برای انجام عملیاتهای تصویر برداری و بمباران مواضع دشمن استفاده شود، اما این طرح هرگز عملی نشد. هواپیمایی که دارای بدنه‌ای بسیار صیقلی، دو موتور، دو باله بود و در کل ساختار پیچیده‌ای داشت؛ و تنها دو نمونه از آن تولید گردید.
نخستین آنها که توسط تیم طراحی T نام نهاده شد، به یک موتور Mikulin AM-۳۷ مجهز گردید. اولین بار در اواخر ۱۹۴۱ به پرواز درآمد و تستهای پروازی را به خوبی پشت سر نهاد. دومین هواپیما که IT نام داشت مجهز به یک موتور Shvetsov M-۸۲F بود و در اکتبر ۱۹۴۱ کامل شد اما نتوانست تا قبل از آنکه پروژه به‌طور کامل منحل شود از عهده تستهای پروازی بر آید. با این وجود از حواشی اینچنین به گوش می‌رسید که این پروژه شباهت بسیاری به پروژه در حال تولید Petlyakov Pe-۲ دارد.
تیم طراحان میگ-۵ حقوق استفاده از طرح این هواپیما را بدست آورده بودند اما هرگز نتوانستند از آن بهره‌ای ببرند. طرحی مشابه در هواپیمای میکویان-گورویچ ئی-۲۱۱ اسفاده شد، هواپیمایی که اصلاً ارتباطی با این مدل نداشت.

## مشخصات مدل T

### مشخصات عمومی
- خدمه: یک نفر
- طول :۱۰٫۸۷ متر
- طول بالها: ۱۰٫۱۵ متر
- ارتفاع: ۳٫۴ متر
- مساحت بال: ۹٫۳۸ متر مربع
- وزن خالص: ۵٬۴۴۶ کیلوگرم
- وزن کل: ۷٬۶۰۵ کیلوگرم
- حداکثر وزن هنگام برخاستن: ۸۰۰۰ کیلوگرم
- نیروی محرک: دو موتور Mikulin AM-37 V-۱۲ به قدرت هرکدام ۱۰۴۵ کیلو وات یا ۱۴۰۰ اسب

بخار

### مشخصات فنی
- حداکثر سرعت: ۶۱۰ کیلومتر بر ساعت
- برد: ۲۲۸۰ کیلومتر
- سقف سرویس دهی: ۱۰۹۰۰ متر
- نرخ برخاستن: ۲/۱۵ متر بر ثانیه
- بار اعمالی بر روی بال: ۱۹۶ کیلوگرم بر متر مربع
- قدرت / جرم: ۲۷/۰ کیلو وات بر کیلوگرم

### جنگ‌افزار
- یک توپ ۲۳ میلیمتری VYa , ۲۰۰ الی ۳۰۰ دور
- دو مسلسل ۷/۱۲ میلیمتری BS, ۳۰۰ الی ۶۰۰ دور به ازای هر اسلحه
- چهار مسلسل ShKAS, ۱۰۰۰ الی ۱۵۰۰ دور